# Copperfield River
Copperfield River är ett vattendrag i Australien. Det ligger i delstaten Queensland, omkring 1 400 kilometer nordväst om delstatshuvudstaden Brisbane.
Omgivningarna runt Copperfield River är huvudsakligen savann. Trakten runt Copperfield River är nära nog obefolkad, med mindre än två invånare per kvadratkilometer. Genomsnittlig årsnederbörd är 763 millimeter. Den regnigaste månaden är januari, med i genomsnitt 225 mm nederbörd, och den torraste är augusti, med 5 mm nederbörd.